# Cité scolaire Frédéric-Mistral
Le lycée Frédéric-Mistral du nom de son ancien élève Frédéric Mistral, Prix Nobel de littérature 1904, est le second plus grand et le plus ancien lycée d'Avignon. 
Il est situé rue d'Annanelle à Avignon.

## Histoire
Anciennement Collège royal puis impérial d'Avignon, il se situait alors près de la rue de la République. Cet établissement existe toujours et est dénommé Petit Lycée Frédéric Mistral. Depuis le milieu du XXe siècle, il a été doublé par un nouvel établissement qui est devenu la cité scolaire Frédéric-Mistral.
Cet établissement, avec ses 1 850 élèves et 168 membres du personnel en 2009/2010, propose des classes prépa. : « math. sup » PCSI (physique-chimie-sciences de l'ingénieur), « math. spé. » PSI, lettres sup., lettres sup. ENS LSH (école normale supérieure - lettres et sciences humaines), prépa IEP (institut d'études politiques). 
Depuis 1993, une Option théâtre a été ouverte
Le lycée propose une série d'enseignements artistiques : théâtre, cinéma audiovisuel, danse, histoire des arts. Pendant le mois de juillet lors du Festival d'Avignon, la cité scolaire devient un lieu de représentation théâtrale.
La céramiste Alice Colonieu a décoré l'établissement scolaire.

## Classements

### Enseignement Secondaire
En 2015, le lycée se classe 16e sur 19 au niveau départemental quant à la qualité d'enseignement, et 1762e au niveau national, ce qui le classe à un échelon médiocre au niveau départemental. 
Le classement s'établit sur trois critères : 
- le taux de réussite au bac

- la proportion d'élèves de première qui obtient le baccalauréat en ayant fait les deux dernières années de leur scolarité dans l'établissement

- la valeur ajoutée (calculée à partir de l'origine sociale des élèves, de leur âge et de leurs résultats au diplôme national du brevet)[4].

### Classes Préparatoires aux Grandes Écoles
Le classement national des classes préparatoires aux grandes écoles (CPGE) se fait en fonction du taux d'admission des élèves dans les grandes écoles. 
En 2015, Le magazine L'Etudiant donnait le classement suivant pour les concours sur les cinq années précédentes. 
| Panel écoles | 2014 | 2013 | 2012 | 2011 | 2010 | Moyenne sur 5 ans |
| ------------ | ---- | ---- | ---- | ---- | ---- | ----------------- |
| ENS - LSH    | 0/40 | 1/27 | 1/24 | 0/24 | 0/25 | 1,4 %             |
| ENS et BEL   | 7/40 | 3/27 | 1/24 | 1/24 | 0/25 | 8,6 %             |

En 2015, L'Étudiant donnait le classement suivant pour les concours de 2014 :
| Filière | Élèves admis dans une grande école* | Taux d'admission* | Taux moyen sur 5 ans | Classement national | Évolution sur un an |
| --- | ----------------------------------- | ----------------- | -------------------- | ------------------- | ------------------- |
| Khâgne LSH | 0 / 40 élèves                       | 0 %               | 1 %                  | 73eex-æquo sur 73   | 51                  |
| PSI / PSI* | 0 / 41 élèves                       | 0 %               | 1 %                  | 120eex-æquo sur 120 | =                   |
| Source : Classement 2015 des prépas - L'Étudiant (Concours de 2014). * le taux d'admission dépend des grandes écoles retenues par l'étude. En khâgnes, ce sont l'ENSAE, l'ENC,les 3 ENS, et 5 écoles de commerce qui ont été retenues. En filières scientifiques, c'est un panier de 11 à 17 écoles d'ingénieurs qui a été retenu selon la filière (MP, PC, PSI, PT ou BCPST). |                                     |                   |                      |                     |                     |

## Personnels et lycéens illustres
Par ordre alphabétique
- Jean-Henri Fabre, professeur
- Gérard Gelas, lycéen puis maître d'externat
- René Haby, proviseur (Ministre de l'Éducation nationale)
- Stéphane Mallarmé, professeur d'anglais
- Pierre Miquel, professeur

- Edmond Alphandery, lycéen
- Alice Belaïdi, lycéenne
- Thierry Ardisson, Bachelier en 1966 (animateur et producteur télévision)[7]
- Yves Berger, lycéen
- Adrien Bosc (écrivain et éditeur), lycéen[8]
- Pierre Boulle, lycéen
- René Char, lycéen
- Olivier Dubois (journaliste), lycéen
- Olivier Galzi, lycéen
- Denis Jeambar, lycéen
- Bernard Kouchner, lycéen
- Pablo Daniel Magee (écrivain, journaliste et dramaturge), lycéen
- Frédéric Mistral, pensionnaire
- Francis Ponge, lycéen
- Zeev Sternhell, lycéen
- Suzane, lycéenne